# Hôtel de la Monnaie (Nevers)
Pour les articles homonymes, voir Hôtel de la Monnaie.

## Localisation
L'hôtel de la Monnaie est un édifice situé à Nevers, en France. Il a pour adresse le 7, rue des Récollets.

## Historique
Cet ancien Hôtel de la Monnaie date du XVe siècle. Il servait d’atelier monétaire aux comtes de Nevers. Il fut habité par Hugues de Pougues, maître particulier de la Monnaie à Nevers, de 1420 à 1427.
Cette demeure présente sur la rue un pignon très élevé terminé par des redents (ou marches d'escaliers) qui évoque les Flandres. Il peut avoir été édifié au XVe siècle mais repose cependant sur des bases plus anciennes, probablement du XIIe siècle si l'on en juge par la cave voûtée en plein cintre avec de puissants doubleaux. Les fenêtres à meneaux et croisillons ainsi que l'auvent ont été restitués en 1992. (source : "Cheminement piéton de la Ville de Nevers").

## Architecture

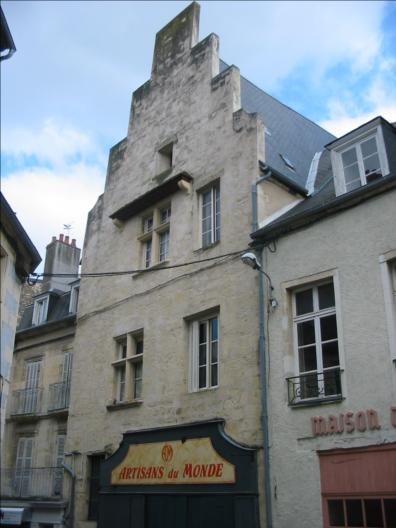